# Mahuri

## Omdirigering genomförd juni 2016
Omdirigering har skett eftersom artikeln saknade källor eller byggde på en föråldrad källa. Artikelnamnet och historiken finns kvar för att möjliggöra att artikeln återskapas med utgångspunkt från aktuella källor. Se vidare Kategoridiskussion:Indiens etnologi